# Premi Lumière 2018
La cerimonia di premiazione della 23ª edizione dei Premi Lumière si è svolta il 5 febbraio 2018.

## Vincitori e candidati
I vincitori sono indicati in grassetto, a seguire gli altri candidati.

### Miglior film
- 120 battiti al minuto (120 battements par minute), regia di Robin Campillo
  - Ci rivediamo lassù (Au revoir là-haut), regia di Albert Dupontel
  - Barbara, regia di Mathieu Amalric
  - C'est la vie - Prendila come viene (Le Sens de la fête), regia di Olivier Nakache e Éric Toledano
  - Félicité, regia di Alain Gomis
  - Quattro vite (Orpheline), regia di Arnaud des Pallières

### Miglior regista
- Robin Campillo - 120 battiti al minuto (120 battements par minute)
  - Mathieu Amalric - Barbara
  - Laurent Cantet - L'atelier
  - Philippe Garrel - L'amant d'un jour
  - Alain Gomis - Félicité
  - Michel Hazanavicius - Il mio Godard (Le Redoutable)

### Migliore sceneggiatura
- Robin Campillo e Philippe Mangeot - 120 battiti al minuto (120 battements par minute)
  - Albert Dupontel e Pierre Lemaitre - Ci rivediamo lassù (Au revoir là-haut)
  - Éric Toledano e Olivier Nakache - C'est la vie - Prendila come viene (Le Sens de la fête)
  - Karim Moussaoui e Maud Ameline - En attendant les hirondelles
  - Christelle Berthevas e Arnaud des Pallières - Quattro vite (Orpheline)

### Miglior attrice
- Jeanne Balibar - Barbara
  - Charlotte Gainsbourg - La promessa dell'alba (La promesse de l'aube)
  - Emmanuelle Devos - Numéro une
  - Hiam Abbass - Insyriated
  - Juliette Binoche - L'amore secondo Isabelle (Un beau soleil intérieur)
  - Karin Viard - Il complicato mondo di Nathalie (Jalouse)

### Miglior attore
- Nahuel Pérez Biscayart - 120 battiti al minuto (120 battements par minute) 
  - Daniel Auteuil - Quasi nemici - L'importante è avere ragione (Le Brio)
  - Jean-Pierre Bacri - C'est la vie - Prendila come viene (Le Sens de la fête)
  - Louis Garrel - Il mio Godard (Le Redoutable)
  - Reda Kateb - Django
  - Swann Arlaud - Petit paysan - Un eroe singolare (Petit paysan)

### Rivelazione femminile
- Laetitia Dosch - Montparnasse - Femminile singolare (Jeune Femme)
  - Camélia Jordana - Quasi Nemici - L'importante è avere ragione (Le Brio)
  - Eye Haïdara - C'est la vie - Prendila come viene (Le Sens de la fête)
  - Iris Bry - Les Gardiennes
  - Paméla Constantino Ramos - Tous les rêves du monde
  - Solène Rigot - Quattro vite (Orpheline)

### Rivelazione maschile
- Arnaud Valois - 120 battiti al minuto (120 battements par minute)
  - Finnegan Oldfield - Marvin ou la belle éducation
  - Khaled Alouach - De toutes mes forces
  - Matthieu Lucci - L'atelier
  - Nekfeu - All That Divides Us - Amore criminale (Tout nous sépare)
  - Pablo Pauly - Patients

### Migliore opera prima
- En attendant les hirondelles, regia di Karim Moussaoui
  - Les bienheureux, regia di Sofia Djama
  - Montparnasse - Femminile singolare (Jeune Femme), regia di Léonor Serraille
  - Patients, regia di Grand Corps Malade e Mehdi Idir
  - Petit paysan - Un eroe singolare (Petit paysan), regia di Hubert Charuel
  - Raw - Una cruda verità (Grave), regia di Julia Ducournau

### Miglior film francofono
- Insyriated, regia di Philippe Van Leeuw
  - Avant la fin de l'été, regia di Maryam Goormaghtigh
  - La bella e le bestie (Aala kāf ʿifrīt), regia di Kaouther Ben Hania
  - Les premiers les derniers, regia di Bouli Lanners
  - Un matrimonio (Noces), regia di Stephan Streker
  - Paris pieds nus, regia di Dominique Abel e Fiona Gordon

### Premio Lumière onorario
- Jean-Paul Belmondo
- Monica Bellucci